# سقوط به خاطر بی‌گناهی
سقوط به خاطر بی‌گناهی (انگلیسی: Falling for Innocence; کره‌ای: 순정에 반하다) یک مجموعهٔ تلویزیونی کره جنوبی سال ۲۰۱۵ با بازی جونگ کیونگ هو، کیم سو-یون و یون هیون-مین است. این مجموعه از ۳ آوریل تا ۲۳ مه ۲۰۱۵، روزهای جمعه و شنبه ساعت ۲۱:۴۵ (کی‌اس‌تی) از جی‌تی‌بی‌سی برای ۱۶ قسمت پخش شد.

## بازیگران
- جونگ کیونگ هو در نقش کانگ مین هو
- کیم سو-یون در نقش کیم سون جونگ
  - جونگ دا-بین در نقش جوانی سون جونگ
- یون هیون-مین در نقش لی جون هی